# Tamara Olorga
Tamara Olorga (* 17. November 1988 in Ehenbichl), auch bekannt als Aiaya und früher als Matara, ist eine österreichische Musikerin. 

## Biografie
Tamara Olorga kam am 17. November 1988 in Ehenbichl zur Welt und wuchs in Mannersdorf auf. Sie hat philippinische Wurzeln. Zu ihren ersten musikalischen Aktivitäten zählte die Band Acoustic Tale. 2010 gewann sie solo unter dem Künstlernamen Matara bei einem Musikwettbewerb unter anderem die Produktion der Single Why do I durch Alexander Kahr. Mit dieser schaffte sie es 2011 zu Guten Morgen Düsseldorf, der österreichischen Vorentscheidung zum Eurovision Song Contest.
Ebenfalls 2011 hörte der Chef des österreichischen Musikverlags Schedler Music eine Singleproduktion von ihr bei Ö3 und kontaktierte sie daraufhin. Seitdem steht sie dort unter Vertrag. Im folgenden Jahr zog sie nach Deutschland. Sie studierte an der Popakademie Baden-Württemberg im Studiengang Popmusikdesign mit dem Schwerpunkt Singer/Songwriter. Hier lernte sie Arina Tara kennen, mit der sie das Duo Sonah bildete. Außerdem gründete sie die Gruppe Alpentrap, die volkstümliche Musik mit „Sprechgesang, hartem Bass und genauso krachender Percussion“ kombinierte und mit der sie ihr Abschlusskonzert absolvierte. Im Jahr 2015 wirkte sie als Songwriterin an der Debütsingle Regenbogen von Wincent Weiss mit. Ihre erste Veröffentlichung unter dem Künstlernamen Aiaya, der 2016 erschienene J-Pop-Titel Paradise, geschrieben mit Albi Albertsson, wurde in Japan für den ersten landesweiten Werbespot für Google Play Music verwendet. 2017 übernahm sie die Leitung der Schedler Music Studios in Berlin.
Olorga hat für andere Musiker an Liedern verschiedenster Genres mitgeschrieben, darunter Pop, Hip-Hop und Schlager. Zu den Musikern, mit denen sie zusammengearbeitet hat, gehören neben Wincent Weiss unter anderem Lea, Gregor Hägele, Luca Hänni, Vanessa Mai, Sarah Lombardi, Ina Regen und Josh. Bis März 2022 hatte sie 1055 Songs geschrieben, von denen 260 veröffentlicht worden waren. Sie lebt in Berlin und ist mit dem Schweizer Songwriter und Produzenten Ricardo Bettiol verheiratet, der ebenfalls an der Popakademie Baden-Württemberg studiert hat und mit dem sie eine Tochter hat.

## Diskografie

### Als Aiaya
- 2016: Paradise (Single)
- 2017: After All (Khrebto feat. Aiaya, Single)
- 2017: 2U (DCCM feat. Aiaya, EP)
- 2017: Crossing Lines (Gamper & Dadoni feat. Aiaya, Single)
- 2017: Hollow (Simon Valente feat. Aiaya, Single)
- 2018: Do It for Love (Wave Wave feat. Aiaya, Single)
- 2018: We Run This (Kanjo feat. Aiaya & ChampiJan, Single)
- 2019: No Work Today (mit MOTi, Single)
- 2020: Time (ItsLee feat. Aiaya, Single)
- 2020: Phone = Dead (Edward V feat. Aiaya, Single)
- 2020: Someone I Haven't Yet Met (Baked Moon feat. Aiaya, Single)
- 2021: Time to Let Go (mit DJ Spicy & Flip Capella, Single)
- 2021: Eye to Eye (ay-Mill & LeThomson feat. Aiaya, Single)
- 2021: With Or Without You (mit Flip Capella & Kilian K, Single)

### Autorenbeteiligungen (Auswahl)
Tamara Olorga als Autorin in den Charts

| Jahr | Titel Interpretation       | Höchstplatzierung, Gesamtwochen, AuszeichnungChartplatzierungen (Jahr, Titel, Interpretation, Platzierungen, Wochen, Auszeichnungen, Anmerkungen) | Höchstplatzierung, Gesamtwochen, AuszeichnungChartplatzierungen (Jahr, Titel, Interpretation, Platzierungen, Wochen, Auszeichnungen, Anmerkungen) | Höchstplatzierung, Gesamtwochen, AuszeichnungChartplatzierungen (Jahr, Titel, Interpretation, Platzierungen, Wochen, Auszeichnungen, Anmerkungen) | Anmerkungen                                           |
| Jahr | Titel Interpretation       | DE | AT | CH | Anmerkungen                                           |
| ---- | -------------------------- | --- | --- | --- | ----------------------------------------------------- |
| 2014 | Help Our Souls Nihils      | — | AT23 (11 Wo.)AT | — | Erstveröffentlichung: 23. Mai 2014                    |
| 2015 | Nimmerland Sarah & Pietro  | DE32 (3 Wo.)DE | AT28 (2 Wo.)AT | — | Erstveröffentlichung: 12. Juni 2015                   |
| 2021 | Expresso & Tschianti Josh. | — | AT11 ×2Doppelplatin · (58 Wo.)AT | — | Erstveröffentlichung: 21. Mai 2021 Verkäufe: + 60.000 |

Weitere Autorenbeteiligungen
- 2015: Wolkenfrei – In all deinen Farben

## Auszeichnungen
- 2019: Deutscher Filmmusikpreis in der Kategorie Bester Song im Film für Komm zurück aus Schneewittchen und der Zauber der Zwerge (mit Michael Beckmann, Tom Stöwer & Anja Krabbe)[13]
- 2022: Amadeus Austrian Music Award in der Kategorie Songwriter des Jahres für Expresso & Tschianti von Josh. (mit Josh. & Ricardo Bettiol)[14]